# Termomediterrani

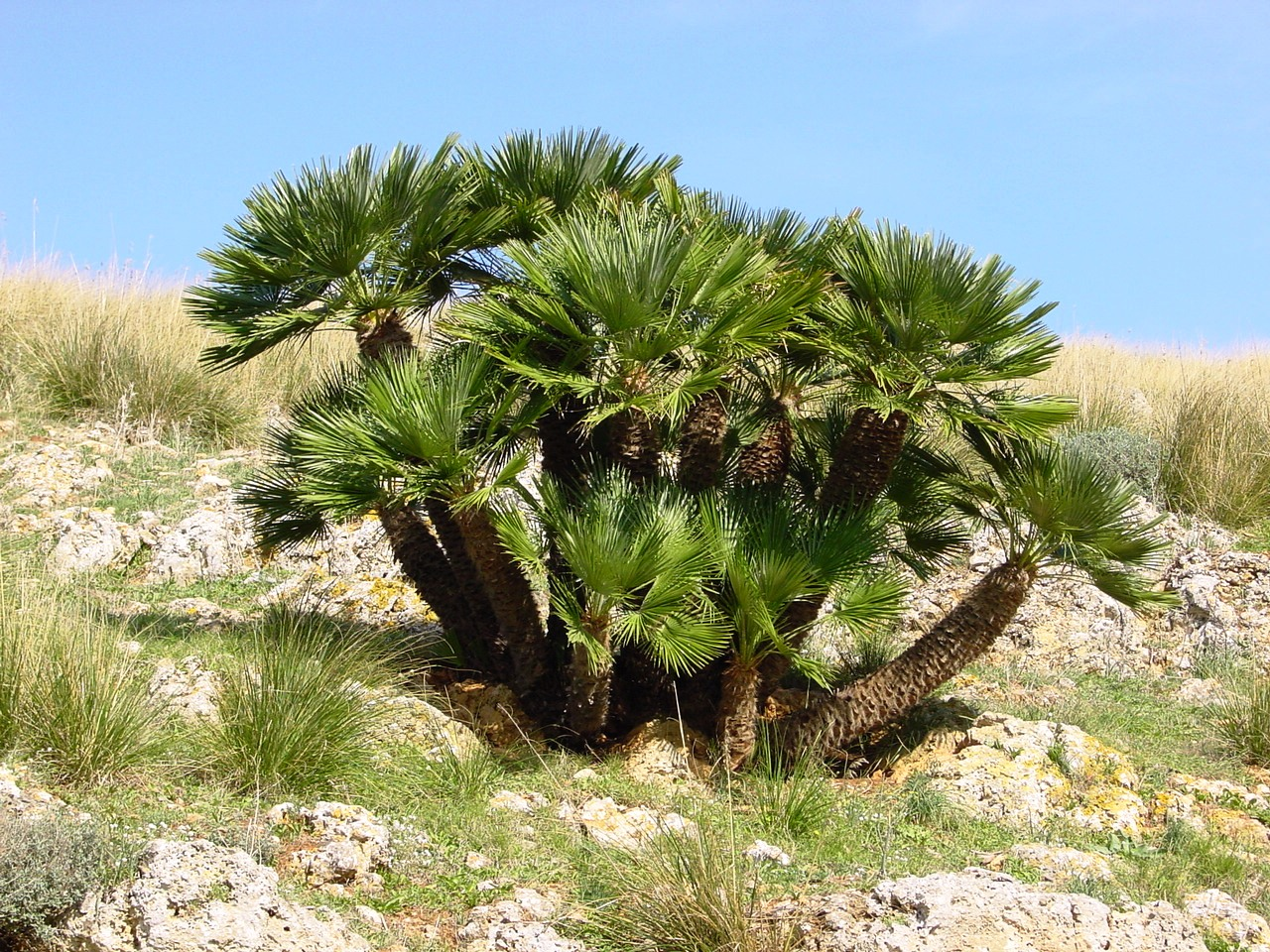
La palmera margalló és una planta típica del clima termomediterrani

Termomediterrani és un estatge bioclimàtic que pot trobar-se a qualsevol zona de clima mediterrani, situat entre el inframediterrani per sota i el mesomediterrani per sobre.
Es tracta d'un clima mediterrani sense gelades d'hivern i temperatures molt altes d'estiu, durant el qual l'estrès hídric és important. La temperatura mitjana anual del clima termomediterrani oscil·la entre els 17 i 19 °C, la temperatura mínima del mes més fred ha de ser superior a 5 °C.
La vegetació es caracteritza per matolls i arbres d'espècies esclerofil·les:
- Garrofer, Ceratonia siliqua
- Ullastre, Olea europaea
- Margalló, Chamaerops humilis
- Lleteressa arbòria, Euphorbia dendroides

L'absència de gelades i les altes temperatures fan que en els climes termomediterranis es cultivin fruits subtropicals com alvocats i xirimoies, etc. o d'altres de clima temperat fora de l'estació normal.

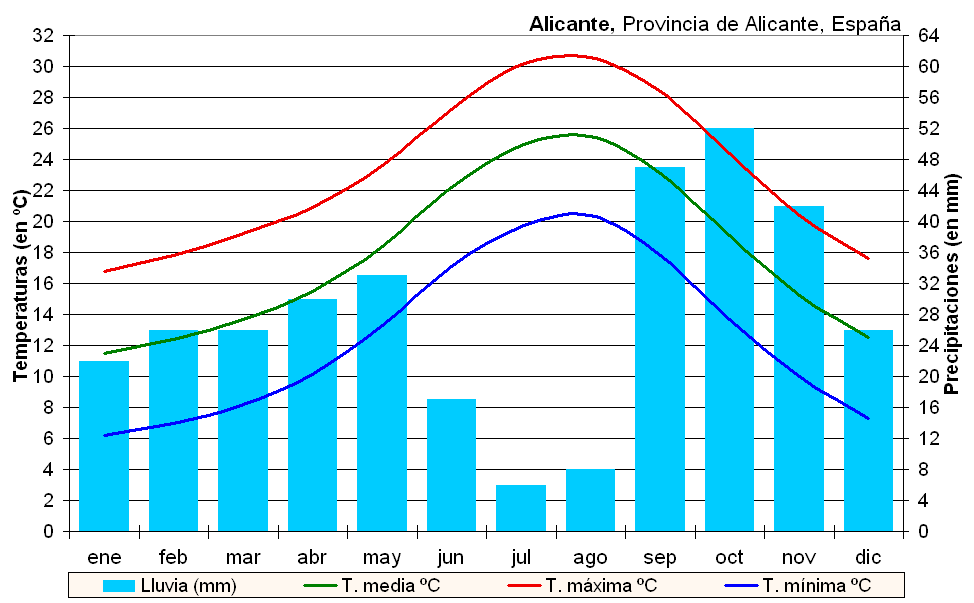
Alacant (Ciutat Jardí), exemple de clima termomediterrani
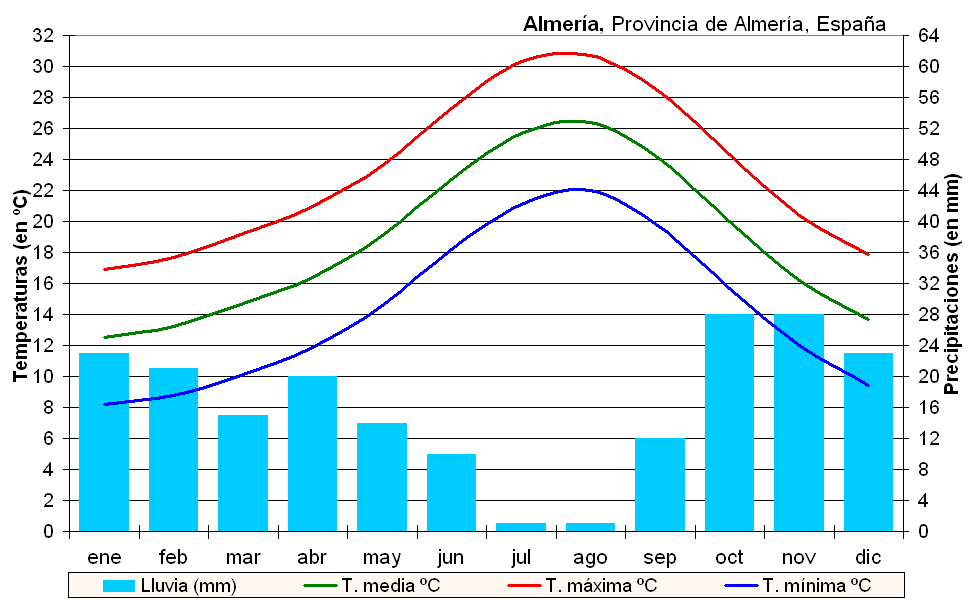
Almeria (Aeroport), exemple de clima termomediterrani
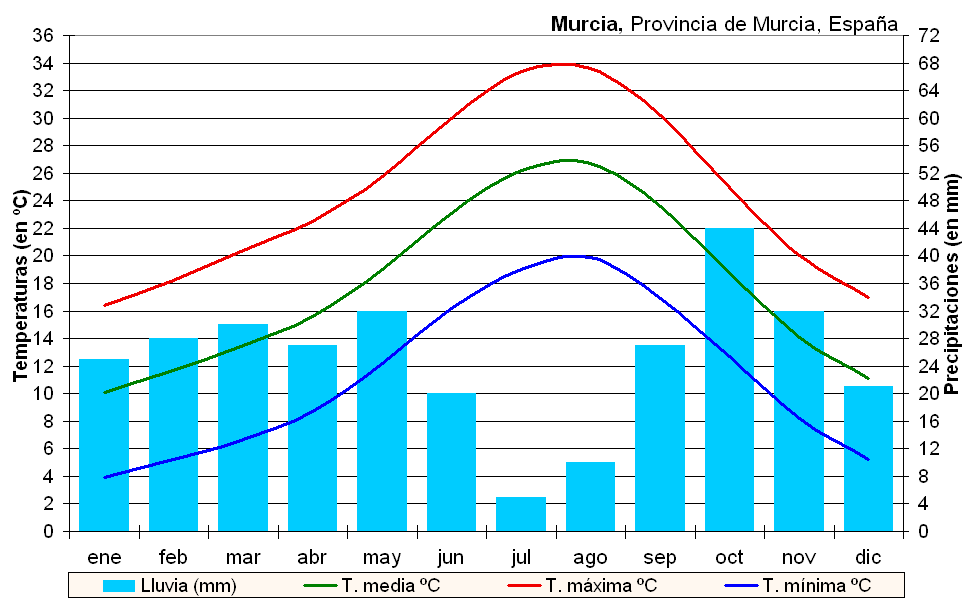
Múrcia (Alcantarilla), exemple de clima termomediterrani